# Kevin Diks
Kevin Diks, né le 6 octobre 1996 à Apeldoorn aux Pays-Bas, est un footballeur international indonésien. Il joue au poste de défenseur droit au Borussia M'gladbach.

## Biographie

### En club
Kevin Diks rejoint la Fiorentina en juillet 2016 contre trois millions d'euros. Le joueur néerlandais fait le choix de porter le numéro 34 en hommage à l'un de ses amis, Abdelhak Nouri, plongé dans un coma artificiel depuis juillet 2017 à la suite d'un malaise cardiaque en plein match amical.
Le 5 juillet 2021, Kevin Diks s'engage en faveur du FC Copenhague pour un contrat courant jusqu'en juin 2025,.

### En équipe nationale
Kevin Diks joue avec les moins de 19 ans, moins de 20 ans, puis avec les espoirs néerlandais.

## Statistiques
| Saison                | Club                  | Championnat           | Championnat | Championnat | Coupe(s) nationale(s) | Coupe(s) nationale(s) | Compétition(s) continentale(s) | Compétition(s) continentale(s) | Compétition(s) continentale(s) | Total | Total |
| Saison                | Club                  | Division              | M.          | B.          | M.                    | B.                    | Comp.                          | M.                             | B.                             | M.    | B.    |
| 2014-2015             | Vitesse Arnhem        | Eredivisie            | 26          | 0           | 4                     | 0                     | -                              | -                              | -                              | 30    | 0     |
| 2015-2016             | Vitesse Arnhem        | Eredivisie            | 30          | 2           | 1                     | 0                     | C3                             | 2                              | 0                              | 33    | 2     |
| 2016-2017             | Vitesse Arnhem (prêt) | Eredivisie            | 11          | 0           | 1                     | 0                     | -                              | -                              | -                              | 12    | 0     |
| Sous-total            | Sous-total            | Sous-total            | 67          | 2           | 6                     | 0                     | -                              | 2                              | 0                              | 75    | 2     |
| 2016-2017             | ACF Fiorentina        | Serie A               | 2           | 0           | -                     | -                     | -                              | -                              | -                              | 2     | 0     |
| 2017-2018             | Feyenoord (prêt)      | Eredivisie            | 23          | 0           | 5                     | 0                     | C1                             | 3                              | 0                              | 31    | 0     |
| 2018-2019             | ACF Fiorentina        | Serie A               | 0           | 0           | 0                     | 0                     | -                              | -                              | -                              | 0     | 0     |
| Total sur la carrière | Total sur la carrière | Total sur la carrière | 92          | 2           | 11                    | 0                     | -                              | 5                              | 0                              | 108   | 2     |

## Palmarès
Vitesse Arnhem
- Vainqueur de la Coupe des Pays-Bas en 2017.

 Feyenoord Rotterdam
- Vainqueur de la Coupe des Pays-Bas en 2018.
- Vainqueur de la Supercoupe des Pays-Bas en 2017.

 FC Copenhague
- Championnat du Danemark en 2022.